# Eligio De Rossi
Eligio De Rossi, né le 24 juin 1946, à Melegnano, en Italie, est un ancien joueur italien de basket-ball. Il évolue durant sa carrière au poste de meneur.